# Raekwon
Corey Woods (ur. 12 stycznia 1970 w Nowym Jorku), znany jako Raekwon (wym. /reɪˈkwɒn/) – amerykański raper, jeden z założycieli grupy hip-hopowej Wu-Tang Clan. Swoją popularność zdobył między innymi dzięki swojej zwrotce w utworze „C.R.E.A.M.”, wydanym na debiutanckim albumie Wu-Tang Clan, zatytułowanym Enter the Wu-Tang (36 Chambers), oraz dzięki swojemu, wydanemu w 1995 roku, solowemu albumowi Only Built 4 Cuban Linx…. Oba te wydawnictwa uważane są dzisiaj za jedne z najważniejszych dla rozwoju hip-hopu w latach 90.
Raper często jest wymieniany jako jeden z twórców podgatunku hip-hopu potocznie zwanego mafioso rap. W 2007 roku portal About.com umieścił go na liście Top 50 MCs of Our Time (50 najlepszych MCs naszych czasów), a gazeta Miami New Times napisała, że jego „uliczne epopeje są bezpośrednie, lecz bogate językowo”.
W 2021 roku ukazała się jego autobiografia zatytułowana From Staircase to Stage: The Story of Raekwon and the Wu-Tang Clan.

## Twórczość
Albumy solowe
- Only Built 4 Cuban Linx… (1995)
- Immobilarity (1999)
- The Lex Diamond Story (2003)
- Only Built 4 Cuban Linx… Pt. II (2009)
- Shaolin vs. Wu-Tang (2011)
- Fly International Luxurious Art (2015)
- The Wild (2017)
- The Emperor's New Clothes (2025)

Albumy kolaboracyjne
- Wu-Massacre (jako Meth, Ghost & Rae) (2010)

Książki
- Corey „Raekwon” Woods: From Staircase to Stage: The Story of Raekwon and the Wu-Tang Clan. Gallery Books, 2021. ISBN 978-1-9821-6872-8. Brak numerów stron w książce